# Saimaa-tavi gyűrűsfóka
A Saimaa-tavi gyűrűsfóka (Pusa hispida saimensis) a gyűrűsfóka (Pusa hispida) alfaja. A világon a leginkább veszélyeztetett fókák közé tartoznak, állományuk 2016 őszén csak mintegy 360 egyed volt. Az egyedüli populáció a finnországi Saimaa-tóban él, innen jön a nevük is. A populáció olyan gyűrűsfókáktól származik, amelyek elszigetelődtek a többiektől, amikor a legutóbbi eljegesedés során a föld megemelkedett. A Ladoga-tavi gyűrűsfóka (Pusa hispida ladogensis) és a bajkáli fóka mellett a Saimaa-tavi gyűrűsfóka egyike a kevés élő édesvízi fókának.

## Elterjedése és élőhelye
A Saimaa-tavi gyűrűsfóka csak édesvízben fordul elő. Az élőhelye Finnország keleti részén, a Saimaa-tórendszerben található, amely több, egymással összeköttetésben álló kis tóból áll. A tórendszer 4460 négyzetkilométeren terül el, mintegy 13 710 szigetet és félszigetet foglal magában, partvonalának hossza mintegy 15 000 kilométer. A tavak mélysége átlagosan 17 méter, a legmélyebb helyen 82 méter. A legfontosabb területek, ahol a Saimaa-tavi gyűrűsfókák megszülik és felnevelik kölykeiket, a Linnansaari és Kolovesi nemzeti parkok. Mivel elszigetelten él, az egyedüli ellensége az ember. Szakértői becslés szerint a területen természetes körülmények között hatezer fóka tudna megélni.
A Saimaa-tavi gyűrűsfóka az egyedüli endemikus emlős Finnországban.

## Megjelenése
Egy felnőtt állat 85–160 centiméter hosszú, tömege 50–90 kilogramm; a hímek rendszerint nagyobbak a nőstényeknél. Színük sötétszürke, a hátuk feketés-szürke körben fehér gyűrűkkel. A hasuk világosszürke. A Saimaa-tavi gyűrűsfókák színe sötétebb a többi gyűrűsfókáénál.

## Szaporodása
4–6 éves koruk között érik el az ivarérettséget. A vemhesség 11 hónapig tart. A február végén / március elején világra jövő újszülöttek 55–65 centiméter hosszúak és 4–5 kilogrammosak.

## Védelme
A 20. század elején a Saimaa-tavi gyűrűsfókákat kártevőnek tekintették; 1882 és 1948 között díjat fizettek az elpusztításukért. Önkéntesek már az 1920-as évektől foglalkoztak a fókák megmentésével, de a Saimaa-tavi gyűrűsfókák csak 1955 óta védettek. 1983-ban a populáció 100–150 egyedből állt.  2005-ben már 270-en voltak, de két kedvezőtlen szaporodási időszak után 2007-ben visszaesett 260-ra. Ekkor a szaporodóképes nőstények száma 87 volt. Úgy tartják, hogy a kihalást el lehetne kerülni, ha a fókák száma elérné a 400-at.
2016 tavaszán 79 kölyköt találtak, ebből 4 elpusztult.
A Saimaa-tavi gyűrűsfóka védelme érdekében az élőhelyükön önkéntes halászati korlátozásokat vezettek be. A legfontosabb korlátozás, hogy április 15-től június végéig tilos hálóval halászni a tóban; itt a halászat elsősorban nem gazdasági, hanem szabadidős tevékenység. A halálozási ráta ennek ellenére nem csökkent, ami mintegy 20–30 fókát jelent évente. Többségükben az  adott évben született kölykök pusztulnak el.
A fókák járulékos halálozásának csökkentésére 2011 óta a fókák fő élőhelyén egyes halászati módszereket tilos használni, például erős hálókat, nagy halcsapdákat és halcsapdás horgokat.
2016-ban született a korábbi két rendelet helyett egy rendelet és egy kölcsönös megegyezés született a hatóságok és a víztulajdonosok között. A halászati egyesület 1,7 eurót kap hektáronként, hogy ellenőrizzék a halászati korlátozások betartását. A hálók használata a költőhelyek 5 kilométeres körzetében tilos április 15-től június végéig.
A Saimaa-tavi gyűrűsfókák túlélése függ a megfelelő jég- és hótakaró meglététől is. Ezeknek a csökkenése, amit a klímaváltozás okoz, közvetlen fenyegetést jelent a fókákra nézve. Az emberek által készített hófészkek sikeresnek bizonyultak a túlélési feltételek javításában. A hófészkeket három télen át tesztelték, és 2014-től kezdve rendszeresen használják.
2024-es becslések szerint a populáció létszáma mintegy 500 egyedre nőtt.
1998 óta a fő költőhelyek területe Natura 2000 hálózat része.

## A kultúrában
Juha Vainio Vanhojapoikia viiksekkäitä (Bajszos agglegények) című dala, amely Saimaa tó egyik szigetén élő agglegényről és a Saimaa-tavi gyűrűsfókáról szól, a vidék elnéptelenedésére és a természet védelmére hívta fel a figyelmet.

## Fordítás
- Ez a szócikk részben vagy egészben  a   Saimaa ringed seal című angol Wikipédia-szócikk ezen változatának fordításán alapul.  Az eredeti cikk szerkesztőit annak laptörténete sorolja fel. Ez a jelzés csupán a megfogalmazás eredetét és a szerzői jogokat jelzi, nem szolgál a cikkben szereplő információk forrásmegjelöléseként.
- Ez a szócikk részben vagy egészben  a   Saimaa-Ringelrobbe című német Wikipédia-szócikk ezen változatának fordításán alapul.  Az eredeti cikk szerkesztőit annak laptörténete sorolja fel. Ez a jelzés csupán a megfogalmazás eredetét és a szerzői jogokat jelzi, nem szolgál a cikkben szereplő információk forrásmegjelöléseként.